# Ató de Vic
Atto o Ato (en catalán Ató), asesinado en 971, fue el obispo de la diócesis de Vic desde 957 hasta su muerte. Logró el ascenso de la diócesis de Vic a la categoría de arzobispado, hasta su asesinato por sus oponentes el 22 de agosto de 971.
En el año 971 el papa Juan XIII emitió la Bula que trasladó al obispado de Vic los derechos de la iglesia de Tarragona. Lo justificó por la falta total de esperanzas de liberar a esta ciudad del dominio musulmán. Se convierte Vic así en sede archiepiscopal y a su obispo Ató en arzobispo, con autoridad por tanto sobre las sedes de Barcelona, Urgel y Elna. También suprime el obispado de Gerona por haberse nombrado anticanónicamente un neófito, poniendo su administración bajo el mismo Ató; pero el asesinato del arzobispo al regresar de Roma (22 ago) neutraliza el impacto de esta bula.